# Aeroportul Kärdla
Aeroportul Kärdla (IATA: KDL, ICAO: EEKA) este un aeroport din Hiiumaa vald, Regiunea Hiiu, Estonia ce deservește zona Kärdla. Aeroportul a fost tranzitat în 2022 de 12.004 pasageri. A fost deschis în 1963 și numit după zona deservită.
Situat la o altitudine de 5 m, aeroportul dispune de 1 pistă. Este operat de AS Tallinna Lennujaam⁠(d).

## Infrastructură

### Piste
Aeroportul dispune de o singură pistă. Pista 14/32 are suprafața de asfalt și dimensiunile 1.379 m × 30 m. 